# Lesotho zászlaja
A jelenlegi lesothoi zászló képét 2006. október 4-én fogadták el, kék, fehér és zöld vízszintes sávokból álló trikolór, középen fekete szotó kalappal. A fehér szín a békére, a kék az esőre, a zöld pedig a jólétre utal. A zászló, amelyet az ország függetlenségének 40. évfordulójára vezettek be, a megjelent értékelések szerint az állam békés irányvonalát kívánja jelképezni.

## Korábbi zászlók
Lesotho első zászlaját az ország függetlenségének kivívása napján, 1966. október 4-én vezették be. A zászló képét uralta a fehér Basotho kalap. A kék szín az eget és az esőt, a fehér a békét, a zöld a földet, míg a vörös a hitet jelképezte.
1987. január 20-án, amikor a 20 éve kormányzó Basotho Nemzeti Pártot az előző évben katonai puccsal eltávolították a hatalomból, új zászlót vezettek be. Ebben egy világosbarna hagyományos Basotho pajzs, egy assegai (lándzsa) és egy knobkierie (buzogány) váltotta fel a Basotho kalapot a kép központjában. A zászló színei és mintája is megváltozott, ebben a fehér háromszög jelképezte a békét. Az átló alatti kék sáv az esőt, a zöld háromszög pedig a gazdagságot jelképezte.
Bár a junta 1993-ban átadta a hatalmat egy demokratikusan megválasztott kormányzatnak, a zászló megmaradt, és az utóbbi években egyre fokozódó elégedetlenséget váltott ki. Mivel léte összefonódott a katonai uralommal, és a nép egyre hangosabban követelte megváltoztatását.

### Galéria

Az ország zászlaja 1966-1987 között
Az ország zászlaja 1987-2006 között